# Andy Ward

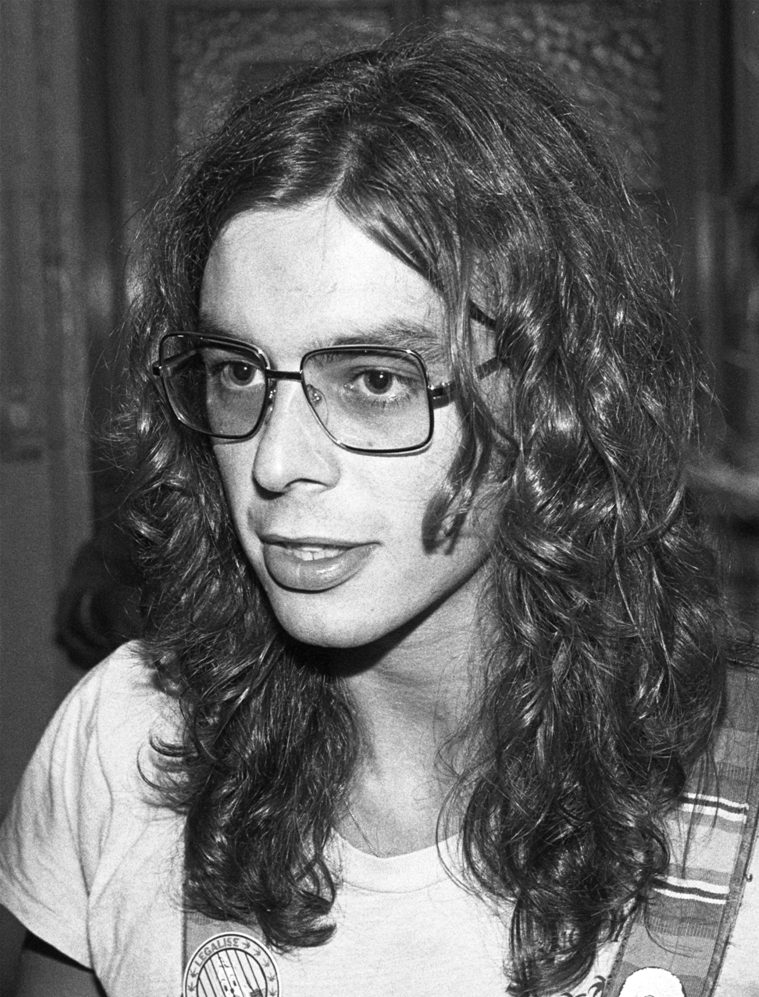
Andy Ward (1977).

Andrew John "Andy" Ward (Epsom, 28 september 1952) is een Britse slagwerker, voornamelijk bekend vanwege zijn werk binnen Camel.
Andy Ward wordt door Doug Ferguson bij The Brew gehaald als vervanger voor Alan Butcher (januari 1969). The Brew bestond toen uit Ferguson, Ward en Andrew Latimer. The Brew mocht demo’s maken en werd ingeschakeld om Philip Goodhand-Tait (1971) te begeleiden. The Brew vond zich echter te goed voor alleen begeleidingswerk en men trok Peter Bardens (september 1971) aan op toetsen en doopte haar naam om in Camel. In 1972 volgde dan het platencontract bij MCA Records. Vanaf dan maakte Ward uit van Camel en nam diverse muziekalbums op. Ward stuurde de band naar een wat complexere ritmiek hetgeen in 1977 Ferguson noopte de band te verlaten. Ward raakte allengs meer in de ban van alcohol en drugs en deed een zelfmoordpoging door zijn polsen door te snijden. Naast Ward is de situatie rondom Camel ook instabiel, de band bestond toen eigenlijk niet meer, maar er moest nog een album komen. Latimer moest het geheel in zijn eentje doen en vermeldde nog wel Ward bij de bedankjes met de tekst; uitgeschakeld door verwonding aan de handen. Het gerucht ging eerst dat Ward zo hard met de vuist op een tamtam had geslagen dat zijn hand gebroken was. 
Het betekende eigenlijk het eind van Ward als musicus. Zo af en toe dook zijn naam weer eens op. Eerst bij de start van de band Marillion (hij speelde in de track en in de video Garden Party); later kwam hij terecht bij ex-Camel-lid Richard Sinclair en zijn Caravan of Dreams. Vervolgens dook zijn naam op bij Hugh Hopper en consorten genaamd Going Going.  Vervolgens komen en gaan The Chrysanthemuns, Bevis Frond, weer Hugh Hopper, Lisa S. Klossner, Patrice Meyer en anderen. Hij heeft één soloalbum op zijn naam staan: Sticking Around.
- Bibliothèque nationale de France: cb144810814 (data)
- International Standard Name Identifier: 0000 0001 3352 7106
- Library of Congress Control Number: nb99180772
- MusicBrainz: ed832760-86aa-4e28-9e1c-a9c947f5fbff
- Nationale Bibliotheek van Israël: 987007343222205171
- Système universitaire de documentation: 086274058
- Virtual International Authority File: 46988403